# Vuelo 3407 de Colgan Air
El Vuelo 3407 de Colgan Air fue un vuelo que partió de Newark, Nueva Jersey hacia Buffalo, Nueva York. El avión se estrelló en el 6050 de Long Street el 12 de febrero de 2009 en el suburbio de Buffalo de Clarence Center alrededor de las 22:20 EST (02-13 03:20 UTC). Un total de 50 personas murieron, incluyendo dos pilotos, dos azafatas, 44 pasajeros, un piloto fuera de servicio y un residente en una vivienda. La tripulación no hizo ningún aviso de emergencia antes de estrellarse. Era el accidente aéreo en los Estados Unidos más mortífero desde el accidente aéreo en 2006 del Vuelo 5191 de Comair hasta la colisión aérea en el río Potomac en enero de 2025.
La aeronave era un Bombardier Dash 8 Q400 de 74 asientos, operado por Colgan Air.

## Accidente

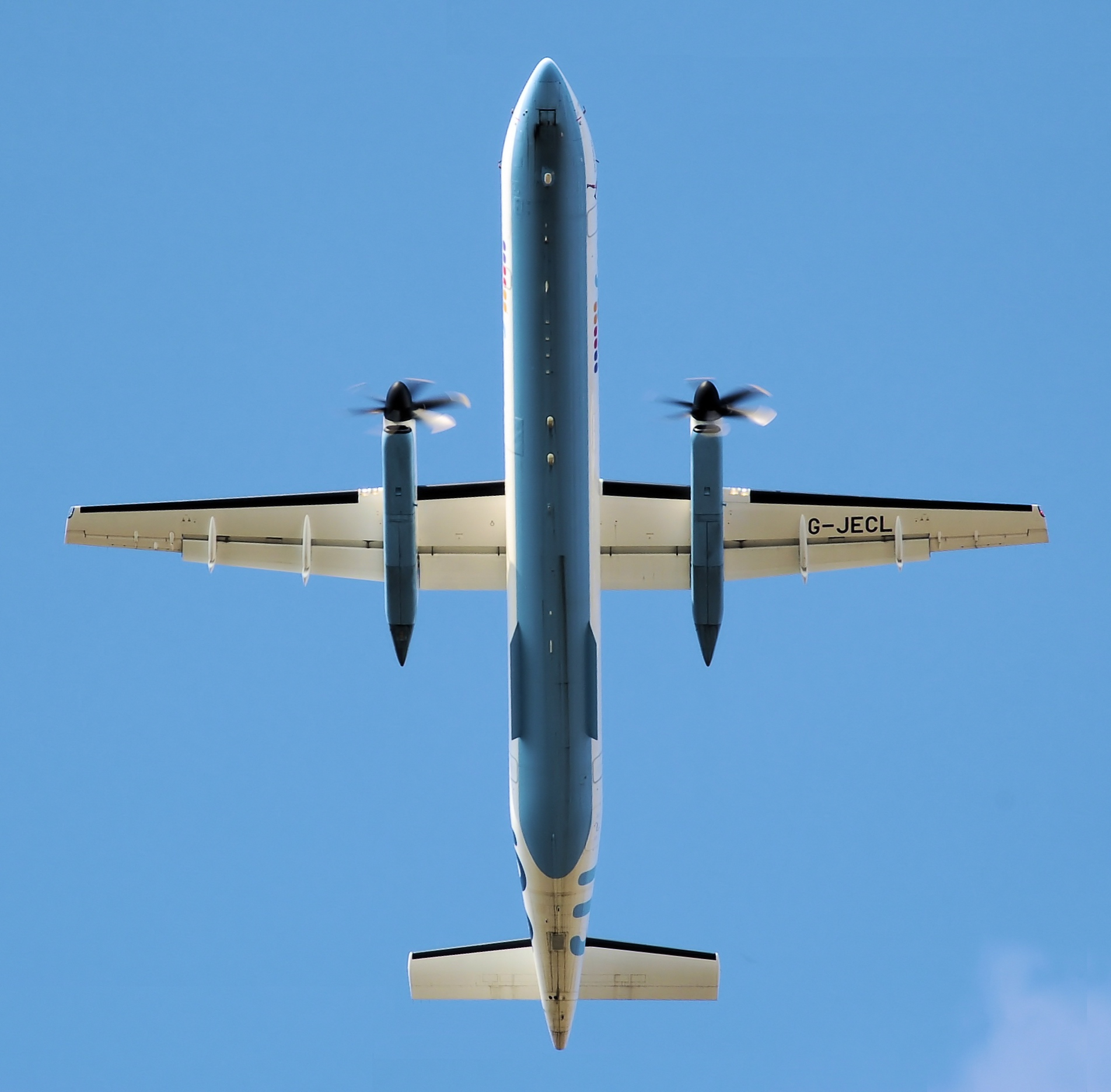
Vista de la parte de abajo de un Q400 mostrando la proporción de las alas.

Las autoridades señalaron que el Vuelo 3407 que había despegado de Newark, Nueva Jersey, cayó sobre una casa en Clarence aproximadamente a las 10:10 p. m. (este) del jueves 12 de febrero. La cadena CNN mostró inmediatamente imágenes de los restos del avión, con llamas y humo intenso en el centro de una zona residencial de las afueras, e indicó que cuatro personas habían sido trasladadas a hospitales locales. Tras el accidente la policía local evacuó doce casas cerca del lugar del accidente Cuando se estrelló, el avión se convirtió en una bola de fuego mortal con el impacto, desatando un incendio tan intenso que las llamas impidieron el acceso inmediato de los equipos de rescate, logrando recuperar las cajas negras el viernes 13 de febrero. Investigadores federales llegaron al día siguiente al lugar y el constructor del avión bimotor a turbohélice Dash 8-Q400, el canadiense Bombardier, también envió un equipo de expertos. En el momento del accidente las condiciones meteorológicas no eran favorables, ya que había mucha nieve en la zona, por lo que no se descartó que la causa pudiera ser la existencia de hielo en las alas.
En la grabación de la conversación entre uno de los pilotos y las torres de control de los aeropuertos vecinos no puso en evidencia la existencia de problemas, antes de que el avión desapareciera de las pantallas de radar."Viro a la izquierda a 310, Colgan 3407", dice el piloto antes de hacerse silencio, según la comunicación captada en tierra y difundida por la prensa local.
El 14 de febrero se dieron a conocer que en los últimos treinta minutos de las conversaciones grabadas en la cabina, la tripulación había comentado sobre la acumulación de hielo, a pesar de que el sistema para eliminarlo estaba activado. También se dio a conocer que el avión no había caído en picado como se había dado a conocer antes, sino que cayó de "panza", y que el accidente se debió al acumulamiento de hielo en las alas del avión
.

## Víctimas
En los reportes iniciales se informó la muerte de 48 pasajeros y tripulantes en el avión, pero luego se elevó a 49 cuando se reportó que había un piloto fuera de servicio. Además, de otra persona que murió en tierra y cuatro heridos. Se informó que el avión trató de aterrizar en el Aeropuerto Internacional Buffalo Niagara y no reportó errores mecánicos. "No hubo sobrevivientes" entre los pasajeros y la tripulación que se encontraban a bordo del avión, declaró al canal de televisión MSNBC una portavoz policial, Rebecca Gibbons. En un comunicado de prensa, la empresa Pinnacle Air, casa matriz de Colgan Airlines, a cargo del vuelo informó que, "Todas las personas a bordo perecieron en el accidente", en la cual también "había a bordo un miembro de la tripulación de Colgan Air que no estaba de servicio, llevando el número de personas (que estaban en el aparato) a 49", agregó la compañía, tras confirmar la muerte de una persona en tierra.
Entre las víctimas del accidente aéreo, se confirmó que había una mujer cuyo marido había muerto en los atentados del 11 de septiembre de 2001, Beverly Eckert, de 57 años, estaba en camino a conmemorar el cumpleaños de su fallecido esposo Sean Rooney y crear una beca en su memoria. Poco antes, Eckert conoció al presidente Barack Obama junto a otros familiares de las víctimas del 11-S para hablar de cómo manejaría el tema de los sospechosos de cometer actos terroristas.Otras víctimas notables incluyen a Alison Des Forges, historiadora y activista de derechos humanos, Gerry Niewood y Coleman Mallet, músicos de jazz y Susan Wehle, la primera mujer Paitán estadounidense de la Renovación judía.

## Investigaciones
Los servicios de emergencia y la Administración Federal de Aviación (FAA, por sus siglas en inglés) investigaban las causas del accidente. Se sabe que en el momento del siniestro, las 22:20 locales (3.20 GMT), había rachas de viento y nevaba levemente. Las dos cajas negras fueron recuperadas, pero los expertos anunciaron que la investigación sería larga y difícil. "Vamos a conseguir todo lo que pudo haberlo causado. Eso tomará tiempo",  dijo en conferencia de prensa Steve Chealander, un directivo de la Oficina Nacional de Seguridad del Transporte. También se puso en marcha una investigación conjunta entre la policía del estado de Nueva York, la oficina del Sheriff de Erie y la Autoridad de Transportes Fronterizos de Niágara.
El Consejo Nacional de Seguridad del Transporte (NTSB) dijo el 14 de febrero que los investigadores continuaban el proceso de señalización y remoción de los escombros del infortunado vuelo, con objeto de permitir la limpieza del lugar y la identificación de todas las víctimas por el método de ADN.  La causa del accidente continuaba sin aclararse aunque el NTSB dijo que una investigación inicial de las grabadoras de la caja negra reveló que una acumulación de hielo pudo haber contribuido a que el avión se estrellara cuando descendía. El 15 de febrero los investigadores de la NTSB afirmaron que antes del accidente, el avión volaba en piloto automático por lo que probablemente violaba algunas normas de vuelo automático, "Cuando se dirige el avión manualmente se pueden reconocer antes cosas que cuando se está en piloto automático", dijo el portavoz de la NTSB Chealander. Sin embargo, no quedó claro cuándo el piloto decidió poner el avión en piloto automático. "Si el piloto automático queda encendido y hay acumulaciones de hielo el piloto puede estar en una situación muy difícil", afirmó el experto en seguridad de vuelo William Voss al diario "Toronto Star", ya que el hielo modifica la forma de las alas.
La NTSB determina que la causa probable de este accidente fue la respuesta inadecuada del capitán a la activación del stick shaker, que lo condujo a una actitud aerodinámica imposible de recuperar. Otros contribuyentes del accidente fueron el fracaso de la tripulación de vuelo para controlar la velocidad aérea, el error de la tripulación de vuelo al no efectuar procedimientos de cabina estéril, la incapacidad del capitán para manejar efectivamente el vuelo, y procedimientos inadecuados de Colgan Air para la selección de la velocidad aérea y la gestión durante las aproximaciones en condiciones de hielo.
La Junta consideró que: "El rendimiento de los pilotos se vio probablemente afectado por la fatiga, pero el grado de su discapacidad y el grado en que contribuyeron a las deficiencias en el desempeño que tuvieron lugar durante el vuelo no se puede determinar de manera concluyente"
Asimismo se reveló que otra causa del accidente fue la fatiga del personal de vuelo, misma que finalmente fue evidenciada también por los continuos horarios apretados y jornadas extenuantes que las aerolíneas principales imponían a los empleados de las filiales de bajo costo y de vuelos de tipo "conmuter" Se descubrió plenamente que al personal de vuelo que opera en aerolíneas secundarias de cabotaje se le tiene con jornadas más largas a excepción de los pilotos de rutas más largas además del sobreesfuerzo al que están expuestos por una relativa baja paga esto con la exigencia de las aerolíneas a recortar costes pero manteniendo flujo de ganancias efectivas, lo que lleva a que la copiloto también sufría con esas condiciones laborales, al grado que la misma decidió dormir en un Sofá en el mismo aeropuerto al no poder pagarse una noche de Hotel.
Momentos antes del accidente el piloto y su copiloto charlan acerca de su situación laboral así como sus salarios anuales los cuales eran más bajos que la media más las jornadas extenuantes fue otro terreno que posiblemente contribuyó a que el accidente fuese cobrando efecto además posiblemente la capacitación fue apresurada con el fin de llenar espacio y satisfacer la demanda, varias políticas de las aerolíneas comerciales grandes estaban siendo no aplicadas por los empleadores en aerolíneas de cabotaje.

## Reacciones
El presidente de Estados Unidos, Barack Obama, y su esposa, Michelle, dijeron estar "muy tristes" por el accidente. "Nuestros pensamientos están con las familias y amigos de los desaparecidos", declaró el viernes Obama, antes de "agradecer a los primeros valientes socorristas que llegaron" al lugar. Doce residentes en el vecindario del siniestro fueron evacuados a causa del humo tóxico, según Buffalo News, un diario local.